# Helene Stupnicki
Helene Stupnicki-Kowalsky (* 1987 in Deutschlandsberg) ist eine österreichische Schauspielerin.

## Leben
Helene Stupnicki studierte ab 2011 am Max Reinhardt Seminar in Wien Schauspiel, das Studium schloss sie 2014/15 ab. Rollenunterricht erhielt sie bei Artak Grigorjan, Klaus Maria Brandauer, Sunnyi Melles, Roland Koch und István Szabó.
Bei den Sommerspielen Perchtoldsdorf spielte sie 2014 unter der Regie von Maria Happel in Das Käthchen von Heilbronn die Rosalie. Von 2016 bis 2018 war sie am Theater Osnabrück engagiert, wo sie unter anderem als Vincents Lebensgefährtin Anna Caravati in Der Vorname, als Marina in Frau Müller muss weg!, als Recha in Nathan der Weise, als Julie in Dantons Tod sowie in der Titelrolle von Und dann kam Mirna auf der Bühne stand.
Eine erste Fernsehrolle hatte sie 2014 unter der Regie von Harald Sicheritz in der Folge Paradies der Krimireihe Tatort, ihr Kinodebüt gab sie mit Das ewige Leben (2015) von Wolfgang Murnberger. Ebenfalls unter der Regie von Sicheritz sowie Mirjam Unger und Sabine Derflinger spielte sie von 2016 bis 2022 in der Fernsehserie Vorstadtweiber die Rolle der Chantal Haas. 2021 war sie in der dritten Staffel der ORF-Serie Walking on Sunshine als Samantha Schwab zu sehen.
2022 verkörperte sie im Fernsehfilm Der Tod und das Mädchen der Reihe Vienna Blood von Robert Dornhelm die Rolle der Arianne Amsel. In der Episode Die Passion des Vlad des Episodenfilmes Schrille Nacht von Arash T. Riahi und Arman T. Riahi übernahm sie die Rolle der Frau Lüscher. Außerdem stand sie 2022 für Dreharbeiten zu Gina von Ulrike Kofler, Persona Non Grata von Antonin Svoboda über Nicola Werdenigg und Mit einem Tiger schlafen von Anja Salomonowitz vor der Kamera.

## Filmografie (Auswahl)
- 2014: Tatort – Paradies (Fernsehreihe)
- 2015: Das ewige Leben (Kinofilm)
- 2016: Die Hochzeit (Kurzfilm)
- 2016, 2017: Hubert und Staller (Fernsehserie; 3 Folgen)
- 2016–2022: Vorstadtweiber (Fernsehserie)
- 2020: SOKO Kitzbühel – Der Mann, der vom Himmel fiel (Fernsehserie)
- 2021: Walking on Sunshine (Fernsehserie)
- 2022: Schrille Nacht – Die Passion des Vlad	(Fernsehfilm)
- 2022: Vienna Blood – Der Tod und das Mädchen (Fernsehreihe)
- 2024: Persona Non Grata (Kinofilm)
- 2024: Mit einem Tiger schlafen (Kinofilm)
- 2024: SOKO Linz – Schmutziges Wasser (Fernsehserie)
- 2024: Blind ermittelt – Tod im Kaffeehaus (Fernsehreihe)
- 2024: Gina (Kinofilm)
- 2024: Der Metzger – Mordstheater (Fernsehreihe)
- 2025: Die Toten vom Bodensee – Die Medusa (Fernsehreihe)
- 2025: Alpentod – Ein Bergland-Krimi: Alte Wunden (Fernsehreihe)
- 2025: Altweibersommer